# Mikita Vailupau
Mikita Vailupau, född 30 juli 1995, är en belarusisk handbollsspelare som spelar för Telekom Veszprém och det belarusiska landslaget. Han är vänsterhänt och spelar som högersexa.
Han deltog i EM 2020 och EM 2022.